# Darkest Hour (livro)
Darkest Hour (no Brasil, A Hora Mais Sombria) é o quarto livro da série A Mediadora, escrita por Meg Cabot sob o pseudônimo de Jenny Caroll.

## Sinopse
Neste volume da coleção, Suzannah esta de ferias e começa à trabalhar como babá em um hotel chique, pois seu padrasto lhe dá duas alternativas: trabalhar, ou receber aulas particulares.Lá, ela conhece Jack, um mediador e Paul,seu irmão, um garoto muito estranho que logo se apaixona por Suze. Porém não é correspondido. Suzannah tem que trabalhar e fugir das cantadas de Paul. Numa noite, Suzannah é acordada por um fantasma de uma mulher, a ex-noiva Maria de Silva do seu namorado Jesse, e ainda exige que a construção de uma piscina nos fundos da casa de Suzannah seja interrompida imediatamente e isso faz Suze pensar em o que esta escondido lá. 

## Personagens
- Suzannah:Uma adolescente comum se não fosse por um detalhe, ela é mediadora (pode conversar com fantasmas). Morre de amores pelo fantasma bonitão Jesse.
- Jesse: Morto a mais de 150 anos, Jesse vive a assombrar o quarto de Suzannah.
- Padre Dominic: Padre da escola Junipero Serra,também é mediador como Suzannah.
- Andy: Padrasto de Suzannah, Andy sabe cozinhar muito bem, além de ter um programa de televisão.
- Mãe de Suzannah: A mãe de Suzannah é jornalista e se mudou com Andy para Carmel, pois eles casaram.
- Peter Simon: Pai de Suzannah morreu, de um infarte fulminate, e até hoje Suzannah o vê, pois ele se torna um fantasma.
- Soneca: Meio-imão de Suzannah, sempre esta dormindo pois trabalha até tarde numa pizzaria para comprar um carro. Seu verdadeiro nome é Jake.
- Mestre: Meio-imão de Suzannah, é chamado de Mestre porque é um sabe-tudo. É o irmão favorito de Suze. Seu nome verdadeiro é David.
- Dunga: Meio-imão de Suzannah, é chamado assim pois esta sempre de mau humor e só entende de shakes de proteínas, chaves de braço e coisas do tipo. O irmão que mais dá ódio em Suze. Seu nome verdadeiro é Brad.
- Jack Slater: É o garoto que Suzannah tem que ficar de babá. Suzannah logo descobre o por que o garoto não gosta de sair de casa; porque ele vê fantasmas. Suzannah logo conversa com ele sobre ser mediador e ele para de ter medo. Muito amigo de Suzannah, faz qualquer coisa para ajuda-la.
- Paul Slater: Irmão de Jack, Paul é um garoto bizarro que logo se apaixona por Suzannah, porém não é correspondido, pois ela esta apaixonada por Jesse. Faz tudo para ter Suzannah, não importa como.
- CeeCee: Amiga de Suzanah, sempre ajuda a Suze. Nesse verão, ela começa a trabalhar no jornal da cidade Carmel. Morre de amores por Adam.
- Adam: Amigo de Suzannah, muitas vezes é afeminado, porém dá em cima de Suzannah o tempo todo, o que faz CeeCee morrer de ciúmes.
- Maria da Silva: Fantasma, ex-noiva de Jesse, aparece para Suzannah em uma noite e exige que pare as obras no fundo da casa de Suzannah.
- Felix Diego: Fantasma, no passado casou-se com Maria da Silva.